# Reckless Reddy Reforms
Reckless Reddy Reforms è un cortometraggio del 1911. Il nome del regista non appare nei titoli. Il film, in un rullo, fu prodotto dalla Kalem Company e interpretato da Carlyle Blackwell, Alice Joyce e George Melford.

## Produzione
Il film fu prodotto dalla Kalem Company.

## Distribuzione
Il film - un cortometraggio in una bobina - fu distribuito dalla General Film Company che lo fece uscire nelle sale USA il 10 luglio 1911.